# Александар Александров (футболіст, 1975)
Александар Йорданов Александров (болг. Александър Йорданов Александров, нар. 19 січня 1975, Пловдив) — болгарський футболіст, що грав на позиції півзахисника за низку болгарських і турецьких клубних команд, а також за національну збірну Болгарії. Футболіст 1999 року в Болгарії.

## Клубна кар'єра
Народився 19 січня 1975 року в місті Пловдив. Вихованець футбольної школи клубу «Марица». Дорослу футбольну кар'єру розпочав 1993 року в основній команді того ж клубу, в якій провів чотири сезони, взявши участь у 87 матчах чемпіонату.
Своєю грою за цю команду привернув увагу представників тренерського штабу столичного «Левскі», до складу якого приєднався 1997 року. Відіграв за команду з Софії наступні три сезони своєї ігрової кар'єри. У складі «Левскі» став ключовим гравцем середини поля команди, допомігши їй протягом трьох сезонів вибороти титул чемпіона Болгарії та два титули володаря Кубка Болгарії. За результатами 1999 року був визнаний Футболістом року в Болгарії.
2000 року перебрався до турецького «Коджаеліспора» і наступні сім років провів у Туреччині, захищаючи також кольори  «Істанбулспора», «Кайсеріспора», «Коньяспора»та «Анкарагюджю».
2007 року повернувся на батьківщину, приєднавшись до команди «Черно море», звідки у 2010 році перейшов до «Левскі», а завершував ігрову кар'єру виступами за «Ботев» (Пловдив) протягом 2011—2012 років.

## Виступи за збірну
1998 року дебютував в офіційних матчах у складі національної збірної Болгарії.
Протягом шестирічної кар'єри в національній команді провів у її формі 10 матчів.

## Титули і досягнення

### Командні
- Чемпіон Болгарії (1):

«Левскі»: 1999-2000
- Володар Кубка Болгарії (2):

«Левскі»: 1997-1998, 1999-2000
- Володар Кубка Туреччини (1):

«Коджаеліспор»: 2001-2002

### Особисті
- Футболіст року в Болгарії: 1999